# Porto de Antonina
O Porto de Antonina é um porto brasileiro localizado no município de Antonina, no estado do Paraná. Atualmente, O Porto de Antonina é parte do complexo administrado pela Portos do Paraná (Administração dos Portos de Paranaguá e Antonina). Na década de 1920 foi considerado o 4º maior porto em exportações no Brasil.
Localizado em um ponto estratégico para escoamento da produção, o Porto de Antonina amplia a agilidade e qualidade dos serviços do Porto de Paranaguá, oferecendo dois terminais portuários: o Barão de Teffé e o Ponta do Félix.

## História
Em 1856 foi construído o primeiro trapiche em Antonina, sendo estabelecida a linha regular de embarcações a vapor de Antonina à Paranaguá. Já em 1870 o
Almirante Barão de Teffé, Antônio Luís von Hoonholtz, intercedeu pela ferrovia que iria ligar Antonina junto ao Ministério da Agricultura, Comércio e Obras Públicas. Em 1880, Dom Pedro II chegou a Antonina, com sua comitiva, a bordo do navio Rio Grande. Em 1882 foi inaugurado o ramal ferroviário entre Antonina e Morretes, melhorando a logística do porto.
Em 1904 a família Matarazzo adquiriu terras em Antonina para a construção do Complexo Industrial Matarazzo, intensificando a atividade econômica da região. Em 1917 foram concluídas as instalações portuárias, incluindo edificações industriais e casas para os funcionários do porto.
Em 1926 o Porto de Antonina foi considerado o primeiro porto em movimentação de mate. No geral das exportações, chegou a ser o quarto maior porto do Brasil. Entretanto, na década de 1930 a movimentação diminuiu com a queda da produção de Erva Mate. Já na década de 1940, com a Segunda Guerra Mundial, o porto perdeu força e importância.
Em 1958 foi inaugurado o prédio da Capitania dos Portos em Antonina. Em 1960 é liberada a exportação de café pelo terminal. Nessa época o porto contava com 318 estivadores. Em 1971 surgiu uma nova proposta administrativa e o Porto de Antonina se uniu ao Porto de Paranaguá, sob a Administração dos Portos de Paranaguá e Antonina. Ainda na década de 1970, o Complexo Matarazzo enfrenta uma forte crise e resolve, em 1972, encerrar as atividades em Antonina.
Já a partir de 1989 o terminal de Antonina começou a receber cargas de adubo e sal. Em 1992 o governo do Paraná iniciou a dragagem do canal de acesso ao Porto de Antonina. Em 1999 os terminais de cargas da Ponta do Felix começaram a operar. Em 2001 foi inaugurado o terminal frigorificado. A partir de 2011 o Porto de Antonina recuperou sua movimentação de cargas, como alternativa ao desembarque de fertilizantes.

## Movimento
Atualmente conta com dois terminais portuários, o Barão de Teffé e o Ponta do Félix, este último com uma área de 263,8 mil metros quadrados e dois berços de atracação em 360 metros de cais. As principais cargas que passam pelos terminais são congelados, fertilizantes e minérios de ferro. A capacidade atual de importação é de 2 milhões de toneladas com projeções para dobrar essa capacidade para 4 milhões de toneladas.
Em 2013 o porto registrou 1 573 406 toneladas de volume embarcado. Com as obras de dragagem em 2014, o porto passou a permitir navios com até 45 mil toneladas. Em 2015 foi anunciado o investimento privado de 160 milhões de reais nos próximos anos, incluindo a construção de um novo berço de atracação no Terminal de Ponta do Félix e dois novos armazéns de 120 mil toneladas.